# Медаль «За отличие в труде» (ФАПСИ)
Меда́ль «За отли́чие в труде́» — ведомственная медаль Федерального агентства правительственной связи и информации при Президенте Российской Федерации, учреждённая приказом ФАПСИ РФ от 14 июля 2000 года. В связи с упразднением ФАПСИ 1 июля 2003 года, награждение данной медалью прекращено.

## Правила награждения
Медалью «За отличие в труде» награждались лица гражданского персонала федеральных органов правительственной связи и информации за конкретный вклад в решение задач, возложенных на федеральные органы, высокие показатели в трудовой деятельности, долголетний и добросовестный труд и имеющие трудовой стаж не менее 15 лет, в том числе проработавшие не менее 5 лет в федеральных органах или организациях и воинских частях, вошедших в состав федеральных органов, а также работники подведомственных Федеральному агентству предприятий, учреждений и организаций, имеющие трудовой стаж не менее 15 лет, в том числе проработавшие в организациях не менее 5 лет.

## Описание медали
Медаль изготовлялась из металла золотистого цвета. На лицевой стороне медали помещено рельефное изображение медальона с эмблемой ФАПСИ на фоне равноконечного креста с расширяющимися закруглёнными концами. Крест наложен на лавровый венок. На оборотной стороне — надпись в пять строк: «За / отличие / в / труде / ФАПСИ». В нижней части — полувенок из лавровых листьев. Все изображения и надписи на медали выпуклые.
Медаль при помощи ушка и кольца крепится к четырёхугольной фигурной колодке, обтянутой муаровой лентой тёмно-синего цвета с двумя жёлтыми и одной чёрной полосками по краям ленты. Ширина ленты — 24 мм, полосок — 1 мм.
Медаль изготавливалась в двух вариантах, которые различались между собой размерами медальона на лицевой стороне.